# ماکس برن
ماکس بُرن (به انگلیسی: Max Born) (زاده ۱۱ دسامبر ۱۸۸۲ – درگذشته ۵ ژانویه ۱۹۷۰) فیزیک‌دان و ریاضی‌دان آلمانی و یهودی‌تبار بود. وی در سال ۱۹۵۴ جایزه نوبل فیزیک گرفت. او یکی از ۱۱ نفری بود که بیانیه راسل-اینشتین را امضاء کردند.
ماکس بورن در دانشگاه‌های برسلاو و هایدلبرگ و زوریخ تحصیل کرد. او در دورهٔ دکترا و پژوهش در راستای دانشیار شدن در گوتینگن، با دانشمندان و ریاضی‌دانان برجسته‌ای مانند فلیکس کلاین، داویت هیلبرت، هرمان مینکوفسکی، کارل داوید تولمه رونگه، ولدمار فویگت و کارل شوارتزشیلد در تماس بود.
در ۱۹۰۹ استاد دانشگاه گوتینگن شد و در ۱۹۱۲ به دانشگاه شیکاگو رفت.
در ۱۹۱۹ مدتی در ارتش آلمان خدمت کرد و سپس استاد دانشگاه فرانکفورت شد. در همین دوره تعبیر خود از تابع چگالی احتمال برای ψ*ψ در معادله شرودینگر را پیش نهاد که برای همین بعدها جایزه نوبل گرفت.
او در ۱۹۳۳ برای رهایی از آزار نازی‌ها به دانشگاه کمبریج رفت و در آن دانشگاه استاد شد. در ۱۹۳۹ شهروند بریتانیا و عضو انجمن سلطنتی لندن شد.
آلبرت اینشتین از دوستان بورن بود و جمله معروف خود دربارهٔ مکانیک کوانتم «خدا با جهان تاس بازی نمی‌کند» را در ۱۹۲۶ در نامه‌ای به بورن نوشت.